# Потапов, Сергей Иванович
Сергей Иванович Потапов (1920—1990) — советский военный лётчик-штурмовик. Участник Великой Отечественной войны. Герой Советского Союза (1945). Гвардии Полковник.

## Биография
Сергей Иванович Потапов родился 23 сентября 1920 года в селе Слободка Козельского уезда Калужской губернии в семье служащего. Русский. В 1929 году с родителями переехал в город Владимир. Окончил 10 классов средней школы № 3 и Владимирский аэроклуб Осоавиахима.
В ряды Рабоче-крестьянской Красной Армии С. И. Потапов был призван в 1940 году и направлен в Балашовскую военную авиационную школу пилотов. Осенью 1941 года окончил курс обучения на бомбардировщике СБ, затем прошёл переобучение на штурмовике Ил-2. В действующей армии сержант С. И. Потапов с 29 июля 1943 года на Ленинградском фронте в должности лётчика 15-го гвардейского штурмового авиационного полка 277-й штурмовой авиационной дивизии 13-й воздушной армии. В боях с немецко-фашистскими захватчиками Сергей Иванович с 19 августа 1943 года. Боевое крещение принял в небе Ленинграда. Уже в первых боях проявил себя тактически грамотным лётчиком, способным выполнять поставленные боевые задачи в любых погодных условиях. Осенью 1943 года С. И. Потапов прошёл переаттестацию и получил звание гвардии младшего лейтенанта. Зимой 1944 года он участвовал в Ленинградско-Новгородской стратегической операции, в ходе которой была окончательно снята блокада Ленинграда. За период с 19 августа 1943 года по 3 марта 1944 года Сергей Иванович совершил 42 успешных боевых вылета на штурмовку войск противника, позиций дальнобойной артиллерии, обстреливающей город, немецкой военной инфраструктуры и прикрытие своих наземных войск.
Действуя смело и решительно, лётчик Потапов проявлял настойчивость в достижении поставленной цели и всегда выполнял поставленные боевые задачи. Так 17 октября 1943 года, выполняя задание по разведке перемещений противника в районе Стекольное — Новолисино Тосненского района Ленинградской области, С. И. Потапов обнаружил два вражеских эшелона. Несмотря на плотный зенитный огонь и сгущающиеся сумерки, он произвёл штурмовку одного из них, в результате которой зажёг 4 вагона. 18 февраля 1944 года Сергей Иванович выполнял задачу по поддержке наступления стрелковых подразделений 30-го гвардейского стрелкового корпуса. В районе станции Удриа (Эстония) враг оказывал ожесточённое сопротивление. При заходе на штурмовку вражеской обороны самолёт гвардии младшего лейтенанта С. И. Потапова попал под плотный зенитный огонь и был серьёзно повреждён, но на плохо управляемой машине Сергей Иванович сделал 8 заходов на цель и бомбово-штурмовыми ударами обеспечил продвижение наземных войск. Всего за 42 боевых вылета С. И. Потапов уничтожил и повредил 2 танка, 11 автомашин, 5 повозок с грузами, 11 железнодорожных вагонов, разрушил здание, превращённое немцами в сильный опорный пункт обороны, взорвал склад с боеприпасами, подавил огонь 4 точек полевой артиллерии, 4 миномётных батарей, 9 точек зенитной артиллерии, 2 пулемётных гнезда. Потери противника в живой силе составили свыше 200 солдат и офицеров. В начале марта 1944 года С. И. Потапов был назначен на должность старшего лётчика. В марте — апреле 1944 года он совершил 18 боевых вылетов на штурмовку немецкой линии обороны «Пантера».
Немецко-фашистские войска в ходе Ленинградско-Новгородской операции были отброшены от Ленинграда на 220—280 километров, но с севера городу продолжали угрожать финские войска. С целью разгрома противника в Карелии советское командование приступило к разработке Выборгско-Петрозаводской операции. По заданию командования Ленинградского фронта в период с 7 по 19 мая 1944 года гвардии младший лейтенант С. И. Потапов совершил 7 боевых вылетов на фотографирование финской обороны от Ладожского озера до Финского залива. Разведданные, полученные Потаповым, легли в основу планов летнего наступления советских войск на Карельском перешейке. Ещё три полёта Сергей Иванович совершил в глубокий тыл противника на разведку коммуникаций и тылов финской группировки в районе озеро Иммаланъярви — Иматра — Лаппенранта уже в ходе операции. За успешное выполнение боевых заданий командования перед началом Выборгско-Петрозаводской операции операции старшему лётчику С. И. Потапову было присвоено звание гвардии лейтенанта. Летом 1944 года Сергей Иванович участвовал в боях на Карельском перешейке, в ходе которых совершил 52 боевых вылета на штурмовку Карельского вала и военной инфраструктуры противника, нанёс значительный урон противнику в живой силе и технике. 15 июня 1944 года в составе 6 Ил-2 он участвовал в штурмовке скопления финских войск в районе Лейкола, в результате которой было уничтожено 5 автомашин с грузами, подбит 1 танк, подавлен огонь 2 зенитных батарей и истреблено свыше взвода вражеской пехоты. 17 июня 1944 года Сергей Иванович был ведущим группы 4 Ил-2. В районе станции Лейпясуо он обнаружил эшелон противника из пятидесяти вагонов. В результате бомбово-штурмового удара группой было уничтожено 25 вагонов и паровоз. 2 июля 1944 года гвардии лейтенант Потапов участвовал в штурмовке финского аэродрома Иммаланъярви. Противник защищал аэродром всеми средствами ПВО, но несмотря на плотный заградительный зенитный огонь и противодействие вражеских истребителей группа из 18 советских штурмовиков прорвалась к вражескому аэродрому. В результате удара противник потерял 10 самолётов. Ещё 5 машин было серьёзно повреждено. Также группой было взорвано 3 склада с боеприпасами и топливом, подавлен огонь 5 батарей зенитной артиллерии, в воздушном бою сбит истребитель ФВ-190. Всего за время Выборгско-Петрозаводской операции гвардии лейтенант С. И. Потапов лично уничтожил 1 танк, 4 автомашины и 4 повозки с военными грузами, 6 орудий полевой артиллерии, 14 точек крупнокалиберной и малокалиберной зенитной артиллерии, 1 ДЗОТ и 2 здания, превращённые финнами в опорные пункты обороны. Потери противника в живой силе составили до 100 человек.
После разгрома финских войск в Карелии и выхода Финляндии из войны 277-я штурмовая авиационная дивизия включилась в Прибалтийскую стратегическую операцию. Гвардии лейтенант С. И. Потапов, назначенный на должность командира звена, принимал участие в освобождении Эстонии в ходе Таллинской операции. 10 октября 1944 года дивизия, в которой служил Сергей Иванович, была выведена из состава 13-й воздушной армии и переброшена на 3-й Белорусский фронт, где приняла участие в Гумбиннен-Гольдапской операции в составе 1-й воздушной армии. За период с 16 по 29 октября 1944 года в боях на территории Восточной Пруссии гвардии лейтенант Потапов совершил 16 боевых вылетов на поддержку наступления 11-й гвардейской армии, во время которых он неоднократно демонстрировал образцы мужества и отваги. Выполняя задачу содействовать наземным частям в прорыве оборонительного рубежа на реке Писса и наступлению на Вальтеркемен, одновременно препятствуя выдвижению резервов противника к участку прорыва и занятию ими промежуточных рубежей, 18 октября 1944 года Сергей Иванович в составе шестёрки Ил-2 атаковал вражескую колонну в районе населённого пункта Поджонен. Несмотря на плотный зенитный огонь противника гвардии лейтенант Потапов сделал три захода на цель, снизившись в ходе боя до высоты 700 метров, а затем до бреющего полёта, и уничтожил 6 автомашин и 8 повозок с военными грузами, до 40 солдат и офицеров противника и подавил огонь зенитной батареи. Самолёт Потапова был сильно повреждён зенитным огнём и стал терять управление, но лётчик сумел благополучно привести его на свой аэродром. 23 октября 1944 года в группе из 4-х Ил-2 в районе населённого пункта Гавойтен под сильным зенитным огнём и в условиях противодействия вражеских истребителей он вновь атаковал скопление немецких войск на бреющем полёте и в результате бомбово-штурмового удара поджёг 1 танк и 1 самоходную артиллерийскую установку, разбил 2 автомашины с пехотой и грузами.
Всего к концу октября 1944 года гвардии лейтенант С. И. Потапов совершил на штурмовике Ил-2 146 боевых вылетов, в том числе на штурмовку огневых позиций и оборонительных сооружений противника — 69, его транспортных коммуникаций — 25, артиллерийских батарей, обстреливающих Ленинград — 20, на разведку и свободную охоту — 31. За время участия в боевых действиях он уничтожил и повредил 7 танков, 32 автомашины, 16 железнодорожных вагонов, 13 артиллерийских точек, 18 орудий крупнокалиберной и 25 орудий малокалиберной зенитной артиллерии, 5 пулемётных гнёзд, 14 повозок с грузами, разрушил 3 ДЗОТа и 8 зданий, превращённых противником в опорные пункты обороны, взорвал 3 склада с боеприпасами. Потери немцев в живой силе составили до 500 человек. 15 ноября 1944 года командир 15-го гвардейского штурмового полка гвардии подполковник И. Т. Фефелов представил С. И. Потапова к званию Героя Советского Союза. Указ Президиума Верховного Совета СССР был подписан 19 апреля 1945 года.
До декабря 1944 года С. И. Потапов участвовал в оборонительных боях на территории Восточной Пруссии, совершив около десятка боевых вылетов. К концу года ему было присвоено звание гвардии старшего лейтенанта. Вслед за тем Сергей Иванович получил назначение на должность заместителя командира авиационной эскадрильи с одновременным назначением на должность штурмана эскадрильи. В январе — апреле 1945 года гвардии старший лейтенант С. И. Потапов участвовал в Инстербургско-Кёнигсбергской и Кёнисбергской фронтовых операциях, осуществлённых в рамках Восточно-Прусской стратегической операции, а также в ликвидации группировки противника на Земландском полуострове. Лидерские качества и организаторские способности С. И. Потапов продемонстрировал в боях за город Мельзак. Противнику удалось стянуть в район севернее города остатки своих разбитых войск и организовать мощный оборонительный узел у населённого пункта Пальтен. Советские стрелковые подразделения в течение всех суток 19 февраля 1945 года на подступах к населённому пункту были прижаты яростным огнём из всех видов оружия и не имели возможности продвинуться вперёд. 20 февраля 1945 года поднявший в воздух шестёрку Ил-2 своей эскадрильи гвардии старший лейтенант Потапов обнаружил в районе Пальтен до 6 танков, 2 артиллерийские и несколько миномётных батарей и живую силу противника в траншеях. Сделав 3 захода, группа Потапова уничтожила артиллерийскую батарею, несколько миномётов и до двух отделений немецкой пехоты, а танки вынудила сменить позицию. Вернувшись на свой аэродром, лётчики пополнили боезапас, и Сергей Иванович повёл группу из пяти штурмовиков в тот же район. Сделав по 5-6 заходов, группа Потапова завершила разгром немецкой обороны, в результате чего стрелковые подразделения заняли опорный пункт обороны противника без потерь. За образцовое выполнение поставленной боевой задачи, умелое управление подразделением и проявленную при этом личную отвагу гвардии старший лейтенант С. И. Потапов был награждён орденом Александра Невского. Боевой путь Сергей Иванович завершил в конце апреля 1945 года в Восточной Пруссии, совершив за время войны более 186 боевых вылетов.
Летом 1945 года С. И. Потапов был направлен на Высшие лётно-тактические курсы усовершенствования офицерского состава. По окончании курсов в том же 1945 году он продолжил службу в строевых частях военно-воздушных сил СССР. В 1955 году Сергей Иванович окончил Военно-воздушную академию. Службу продолжил в Одесском военном округе на авиабазе Рауховка командиром эскадрильи и заместителем командира 159-го гвардейского штурмового авиационного полка. С 1957 года полковник С. И. Потапов в запасе, но с авиацией не расстался. Несколько лет Сергей Иванович работал пилотом гражданской авиации на аэродроме Застава-2 города Одессы. В 1964 году он окончил Одесский государственный университет. Затем до выхода на пенсию трудился авиадиспетчером и старшим авиадиспетчером в аэропорту «Центральный». В соавторстве с В. А. Алексенко написал книгу о боевом пути 15-го гвардейского штурмового авиационного полка «Гвардия Невского полка». 20 декабря 1990 года С. И. Потапов скончался. Похоронен в Одессе.

## Награды
- Медаль «Золотая Звезда» (19.04.1945);
- орден Ленина (19.04.1945);
- три ордена Красного Знамени (03.03.1944; 12.09.1944; 05.11.1944);
- орден Александра Невского (28.03.1945);
- два ордена Отечественной войны 1-й степени (17.06.1944; 11.03.1985).
- орден Отечественной войны 2-й степени (22.02.1945);
- медали, в том числе:
  - медаль «За боевые заслуги» (15.11.1950);
  - медаль «За оборону Ленинграда» (10.08.1943);
  - медаль «За победу над Германией в Великой Отечественной войне 1941—1945 гг.».

## Сочинения
- Алексенко В. А., Потапов С. И. Гвардия Невского полка: о боевом пути 15-го гвардейского Невского штурмового авиационного полка. — Калининград: Калининградское кн. изд-во, 1991. — 174 с. — 10 000 экз.

## Память
- Имя Героя Советского Союза С. И. Потапова увековечено на мемориале «Родина-мать» в городе Козельске Калужской области.
- Памятная стела в честь Героя Советского Союза С. И. Потапова установлена в городе Владимире.

## Документы
- Общедоступный электронный банк документов «Подвиг Народа в Великой Отечественной войне 1941—1945 гг.» Дата обращения: 25 февраля 2013. Архивировано из оригинала 13 марта 2012 года.

Представление к званию Героя Советского Союза. Дата обращения: 25 февраля 2013. Архивировано 22 марта 2013 года.
Ходатайство на имя Наркома обороны СССР о награждении. Дата обращения: 25 февраля 2013. Архивировано 22 марта 2013 года.
Указ Президиума Верховного Совета СССР о присвоении звания Героя Советского Союза. Дата обращения: 25 февраля 2013. Архивировано 22 марта 2013 года.
Орден Красного Знамени (наградной лист и приказ о награждении от 03.03.1944). Дата обращения: 25 февраля 2013. Архивировано 22 марта 2013 года.
Орден Красного Знамени (наградной лист и приказ о награждении от 12.09.1944). Дата обращения: 25 февраля 2013. Архивировано 22 марта 2013 года.
Орден Красного Знамени (наградной лист и приказ о награждении от 05.11.1944). Дата обращения: 25 февраля 2013. Архивировано 22 марта 2013 года.
Орден Александра Невского (наградной лист и приказ о награждении). Дата обращения: 25 февраля 2013. Архивировано 22 марта 2013 года.
Орден Отечественной войны 1-й степени наградной лист и приказ о награждении). Дата обращения: 25 февраля 2013. Архивировано 22 марта 2013 года.
Орден Отечественной войны 1-й степени (информация из карточки награждённого к 40-летию Победы). Дата обращения: 25 февраля 2013. Архивировано 22 марта 2013 года.
Орден Отечественной войны 2-й степени наградной лист и приказ о награждении). Дата обращения: 25 февраля 2013. Архивировано 22 марта 2013 года.